# Jakub (Gabriel)
Jakub (ur. 11 stycznia 1963 jako Woldemikael Gabriel) – duchowny Etiopskiego Kościoła Ortodoksyjnego, od 2015 arcybiskup Wschodniej Afryki.

## Życiorys
Święcenia kapłańskie przyjął w 1989. Sakrę otrzymał 9 lipca 2006 jako biskup Południowej i Zachodniej Afryki. W latach 2013–2015 był biskupem Libanu. W 2015 objął rządy w archidiecezji Afryki Wschodniej.